# Ereteken voor het Redden van Levens
Het Ereteken voor het Redden van Levens (Duits: Lebensrettungsehrenzeichen) is een in 1999 ingestelde onderscheiding van de Vrijstaat Saksen, een deelstaat van de Bondsrepubliek Duitsland. De medaille is de opvolger van de in 1917 voor het laatst verleende Medaille voor het Redden van Levens van het Koninkrijk Saksen. 
Om in aanmerking te komen moet men met gevaar voor eigen leven of onder bijzonder bedreigende en gevaarlijke omstandigheden een mensenleven hebben gered of een algemeen bedreigend gevaar hebben afgewend. De beloonde daad moet in Saksen hebben plaatsgevonden maar een Saks die zich buiten de deelstaat onderscheidt, komt eveneens in aanmerking voor de onderscheiding. Het is aan burgemeesters om personen voor te dragen. De onderscheiding wordt door de Saksische minister van Binnenlandse Zaken verleend en door de burgemeester uitgereikt.